# Ölbedarf
Ölbedarf, auch Ölzahl oder Ölabsorption ist eine wichtige Pigmenteigenschaft und gibt eine Aussage über dessen Verhalten während der Dispergierung. Der Ölbedarf gibt an mit welcher Menge Öl eine definierte Menge des zu prüfenden Pulvers anzufeuchten ist, um eine steife, nicht fließende kittähnliche Paste zu erreichen. Das Pulver wird zumeist mit einem Spachtel mit dem Öl zusammengearbeitet. Die Paste darf nicht brechen und soll sich nicht trennen, die Paste sollte haften, aber nicht zerreißen. Diese Prüfmethode wird bevorzugt für Druckfarben, Kunstmalerfarben, Putze eingesetzt, um Pigmente zu charakterisieren. Überwiegend wird Leinöl wegen seiner guten Dispergierungseigenschaften benutzt. Bei der Pigmentherstellung ist es darüber hinaus ein Qualitätsmerkmal im Produktionsprozess. Neben Pigmenten werden auch Füllstoffe geprüft.
Der Ölbedarf kann durch äußere Einflüsse schwanken. Um vergleichbare Werte zu erreichen, ist die standardisierte Arbeitsweise in der DIN EN ISO 787-5 festgelegt. Danach werden zwei bis fünf Gramm Pigment exakt eingewogen mit einer genau abgemessenen Menge Leinöl nach ISO 150 mit einem Spachtel auf einer Glasplatte angeteigt. Anschließend wird aus einer Bürette solange weiteres Öl zugegeben, bis der Punkt erreicht wird, dass die Paste nicht mehr bricht. Die Paste soll nicht mehr krümeln und gerade noch auf der Platte haften bleiben.
Die Angabe des Prüfergebnisses erfolgt als Angabe, wie viel Leinöl mit einer Dichte von 0,93 g/cm³ gerade nötig ist, um 100 Gramm Pigment zu binden.
Eine niedrige Ölzahl von etwa 10 g/100 g steht für eine leichte Dispergierbarkeit des Pigments und damit für eine hohe Pigmentmenge bei guter Fließfähigkeit. Für Druckfarben wird eine große Pigmentdichte je Menge Farbmittel angestrebt. Andererseits steht eine hohe Ölabsorption über 50 g/100 g des Pigmentes für eine schlechte Einarbeitung, hohe Dispergierarbeit und eine begrenzte Pigmentbeladung der Farbe. Die hohe Ölabsorption des Pigmentes erzeugt auch schlechte Fließeigenschaften im Druckprozess. Die rheologischen Eigenschaften behindern auch die Unterbrechung der Arbeiten und den Neustart eines Druckvorganges.
Im Allgemeinen haben anorganische Pigmente einen niedrigen bis mäßigen Ölbedarf, während die organischen Pigmente oft mäßigen bis hohen Ölbedarf aufweisen. Die Farbstärke eines Pigments kann bei koloristisch wesentlichen Pigmenttönen den Nachteil eines hohen Ölbedarfs ausgleichen.
Der Ölbedarf kann auch eingesetzt werden, um die Dispergiereigenschaften von Ölen zu beurteilen. In Laboren kann dadurch eine Vorbewertung von Ausgangsprodukten getroffen werden, in dem hierfür das geeignete Pigment gewählt wird. In gleicher Weise ausgeführt – jedoch mit wechselndem Öl und definiertem Pigment – erhält man dann Vergleichswerte, um das Öl zu beurteilen.